# Champagne

Geografische Lage der historischen Provinz

Die Champagne [ʃɑ̃ˈpaɲ] ist eine Landschaft und historische Provinz im nordöstlichen Frankreich. Ihr historischer Hauptort ist die Stadt Troyes. Die Champagne gehörte bis 2015 zur politischen Region Champagne-Ardenne und gehört heute zur Region Grand Est.
Die Champagne ist berühmt für den Champagner, der seit dem 17. Jahrhundert in der heutigen Form gekeltert wird – Weinbau gibt es hier schon seit der Römerzeit.

## Geografie

Weinbaugebiete der Champagne

Obwohl Champagner das international bekannteste Erzeugnis der Region ist, machen Weinberge nur einen kleinen Teil ihrer landwirtschaftlichen Nutzfläche aus, konzentriert an Talflanken und anderen Berghängen im Westen (Marnetal, Montagne de Reims) und Südosten. Der weitaus größte Teil ist Ackerland, das auch namengebend war (altfrz. champs [tʃɑ̃mps] = Feld, von lateinisch campus).
Die Champagne gehört zur Region Grand Est und grenzt im Westen an die Regionen Hauts-de-France und Île-de-France sowie im Süden an Bourgogne-Franche-Comté.
Die wichtigsten Flüsse der Champagne entspringen in den Bergländern ihres Ostrandes und durchfließen sie etwa parallel zueinander in einem großen Bogen erst mehr nordwärts, dann mehr westwärts. Von Norden nach Süden sind dies
- die Aisne,
- die  Marne,
- die Aube und
- die Seine.

Zwischen Aisne und Marne fließen parallel dazu die in der trockenen Champagne (s. u.) entspringenden Flüsse Retourne, Suippe und Vesle. Die Somme-Soude, die Tourbe und andere kleinere Flüsse fließen teilweise oder ganz quer zu dieser Hauptrichtung. Trotz der namengebenden Trockenheit gibt es im Südwesten der Champagne sèche ein bedeutendes Sumpfgebiet, den Marais de Saint-Gond, Quellgebiet des Petit Morin.

## Gliederung

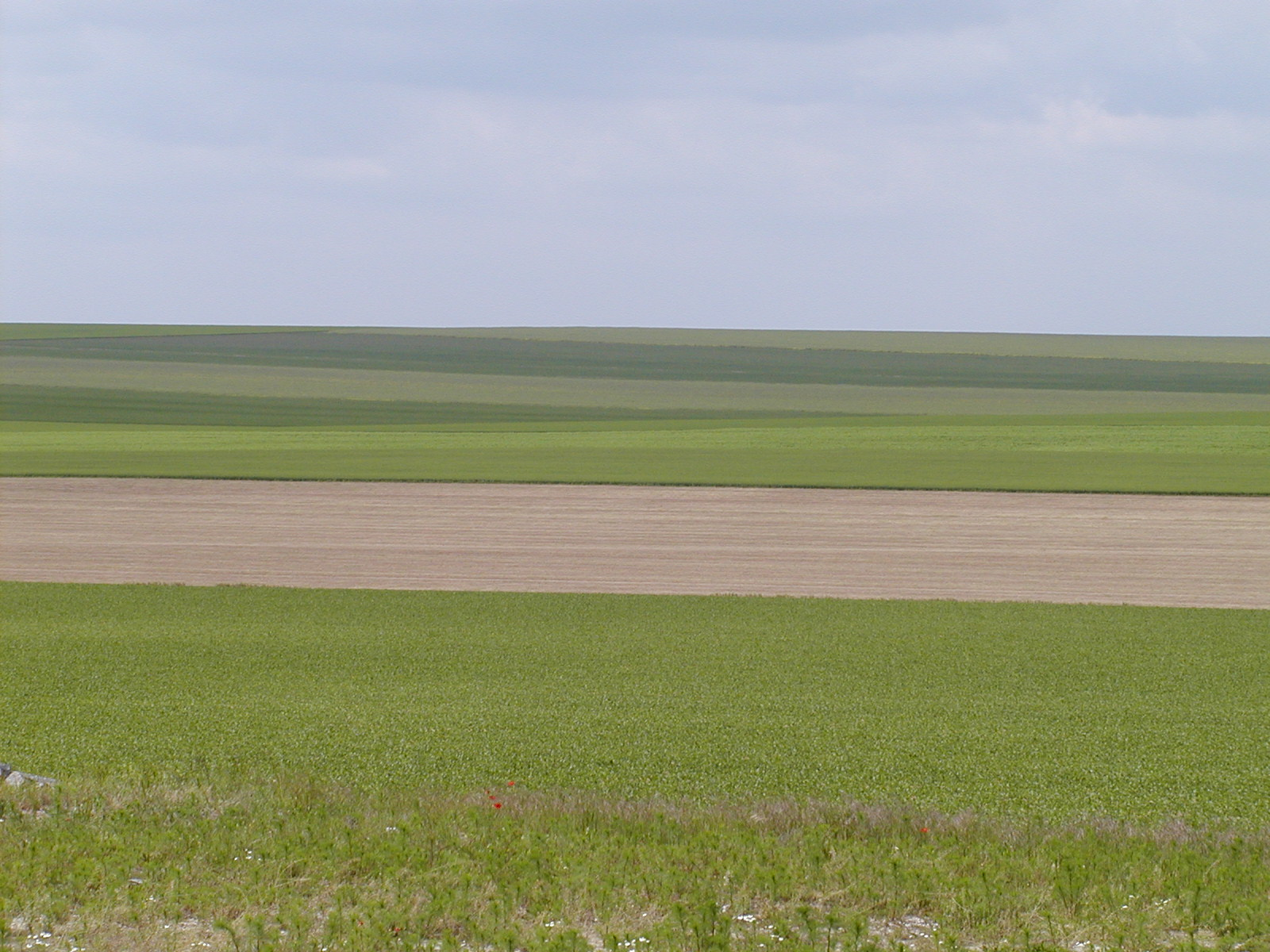
In der Champagne crayeuse, die erdgeschichtlich auf Ablagerungen aus der Kreidezeit zurückgeht, herrschen kalkhaltige Böden vor, die vorwiegend zum großflächigen Getreide- und Zuckerrübenanbau genutzt werden.

Die Champagne liegt im Nordosten des Schichtstufenlandes des Pariser Beckens und umfasst drei verschiedene Landschaftscharaktere:

### Montois
Den westlichen Teil bildet die steile Bruchlinie am Rand der Île de France, die „Côte de l’Île de France“, auch Montois („das Bergige“) genannt. Sie besteht aus den Kalkstufen der Montagne de Reims nördlich der Marne und der Côte des Blancs, „Hang der Weißen (Weine)“, südlich der Marne am Ostrand der Brie, und deren weniger hoher, aber nicht minder waldreicher Fortsetzung, dem Bassée beidseits der Täler von Aube und Seine.

### Trockene Champagne
Daran schließen sich jeweils halbkreisförmig die anderen Teillandschaften an: Zunächst kommt das ausgedehnte Becken der „trockenen Champagne“ (Champagne sèche), auch „lausige Champagne“ (Champagne pouilleuse) oder „kreidehaltige Champagne“ (Champagne crayeuse) genannt. Sie zeichnet sich durch breitgelagerte, meist ganz von riesigen Feldern bedeckte Hügel aus, die zwar nur sehr sanft ansteigen (schiefe Ebene), aber wegen ihrer großen Ausdehnung doch Höhen von mehr als 100 m erreichen können. Im ausgehenden Mittelalter und der frühen Neuzeit waren die wasserdurchlässigen Böden stark ausgelaugt. Nachdem dies im 19. Jahrhundert durch ökologische Maßnahmen (Aufforstung von Hügelkuppen) und verbesserte Düngung behoben wurde, zeugen nun monumentale Siloanlagen von den Erträgen der Landwirtschaft.

### Feuchte Champagne
Im Osten schließt sich dann die „feuchte Champagne“ (Champagne humide) an in Form der regen- und waldreichen Erhebungen der Argonnen und des Plateaus von Langres. Das dazwischen gelegene Plateau von Bar gehört geologisch ebenfalls zu diesem Bogen, aber in der politischen Geschichte war das Herzogtum Bar (Barrois) ein eigenständiges Territorium.

## Siedlung

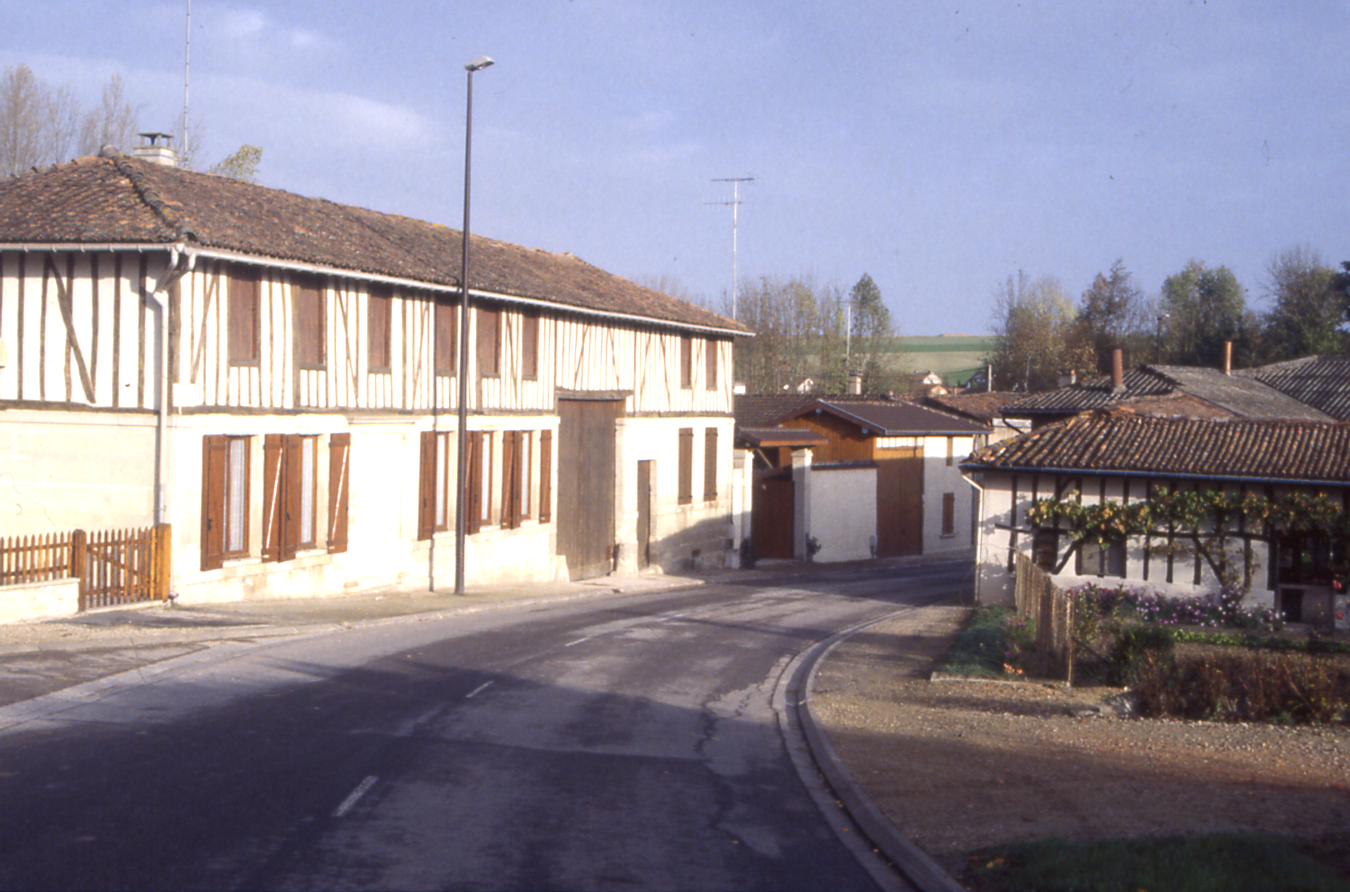
Bauernhaus in der Champagne

Die traditionellen Bauernhäuser der Champagne sind besonders häufig noch in der Gegend um Troyes anzutreffen, oft als Teil von Mehrseithöfen. Auffällig sind das typisch westeuropäische Fachwerk mit schmalen hohen Fächern (im Gegensatz zu den beinahe quadratischen des mitteleuropäischen Fachwerks) und die geringe Dachneigung.
Die wichtigsten Städte der Champagne sind Reims, Épernay, Troyes, Langres, Rethel, Vitry-le-François und Châlons-en-Champagne (früher Châlons-sur-Marne).

## Geschichte
In der Antike war die Champagne Siedlungsgebiet der keltischen Catalauni. Nach der Eroberung Galliens (58–51 v. Chr.) durch Gaius Julius Caesar wurde sie Teil der römischen Provinz Gallia Belgica. In der Niedergangszeit des Römischen Reiches beendete hier in der Schlacht auf den Katalaunischen Feldern 451 der römische Feldherr Flavius Aëtius den Vormarsch der Hunnen unter Attila.

Wappen Grafschaft Champagne

Überliefert sind die Taufen des ersten christlichen Frankenkönigs Chlodwig I. (496) durch den heiligen Remigius von Reims und später Ludwigs des Frommen (816). Neben Saint-Denis wurde Reims zum bedeutenden religiösen Zentrum Frankreichs. Bis 1825 wurden sämtliche französischen Könige in der Kathedrale zu Reims gekrönt und gesalbt. Während des Mittelalters bildete die Champagne eine Grafschaft, deren Grafen zu den mächtigsten Fürsten Frankreichs gehörten. Durch die großen Messen in Reims und Troyes wurde die Region eine der wirtschaftlich bedeutendsten ganz Europas. Im 18. und 19. Jahrhundert entwickelten sich hier die Textil- und Metallindustrie, die nach 1930 ihre Bedeutung teilweise und nach 1970 ganz verloren.
Im Ersten Weltkrieg verlief die Front zwischen den deutschen und alliierten Truppen nördlich der Linie Reims–Sainte-Menehould–Verdun durch die „Lausechampagne“ (da es dort nur Ackerbau gab und keinen Weinanbau wie zwischen Reims und der Marne). Nach dem Erstarren der Front im Herbst 1914 folgten verlustreiche Schlachten (September 1914: Marneschlacht, Februar/März 1915: Winterschlacht in der Champagne, September/Oktober 1915: Herbstschlacht in der Champagne, April 1917: Schlacht um das Massiv des Mont Cornillet, September/Oktober 1918: Alliierte Offensive), bis auf den Endkampf 1918 ohne nennenswerte Frontverschiebungen (siehe auch Schlacht um Verdun). Noch heute zeugen dort viele Friedhöfe und Denkmäler vom Krieg. Ein wesentlicher Teil des alten Schlachtfeldes wird heute als Truppenübungs- und Bombenabwurfplatz der französischen Armee genutzt, kann jedoch alle zwei Jahre öffentlich besichtigt werden.